# Hipparchia postlineolata
Hipparchia postlineolata är en fjärilsart som beskrevs av Brouwer 1942. Hipparchia postlineolata ingår i släktet Hipparchia och familjen praktfjärilar. Inga underarter finns listade i Catalogue of Life.